# Kleingewässerlandschaft bei Jahmen
Kleingewässerlandschaft bei Jahmen este o arie protejată (arie specială de conservare — SAC, sit de importanță comunitară — SCI) din Germania întinsă pe o suprafață de 119 ha, integral pe uscat.

## Localizare
Centrul sitului Kleingewässerlandschaft bei Jahmen este situat la coordonatele 53°54′01″N 12°24′43″E / 53.9003°N 12.4119°E.

## Înființare
Situl Kleingewässerlandschaft bei Jahmen a fost declarat sit de importanță comunitară în aprilie 2004 pentru a proteja 2 specii de animale. Situl a fost protejat și ca arie specială de conservare în august 2016.

## Biodiversitate
Situată în ecoregiunea continentală, aria protejată conține 4 habitate naturale: Lacuri eutrofice naturale cu vegetație de tip Magnopotamion sau Hydrocharition, Lacuri și iazuri distrofice naturale, Mlaștini turboase de tranziție și turbării mișcătoare, Mlaștini împădurite.
La baza desemnării sitului se află mai multe specii protejate de  amfibieni (2): buhai de baltă cu burta roșie (Bombina bombina), triton cu creastă (Triturus cristatus)